# Franz Carl Ritter
Franz Carl Ritter (* 3. August 1844 in Barnstädt; † nach 1903) war Landwirt und Mitglied des Deutschen Reichstags.

## Leben
Ritter besuchte die Bürgerschule, das Realgymnasium der Franckeschen Stiftungen und das landwirtschaftliche Institut zu Halle bis 1887. Danach war er auf dem väterlichen Gut in Barnstädt, welches er später erblich übernahm, landwirtschaftlich tätig.
Von Juni 1893 bis 1903 war er Mitglied des Deutschen Reichstags für den Wahlkreis Regierungsbezirk Merseburg 7 Querfurt, Merseburg und die Freisinnige Volkspartei.